# Liste des illustrateurs du Canard enchaîné
Cet article donne une liste des illustrateurs du Canard enchaîné.
Le Canard enchaîné compte actuellement un peu plus d'une douzaine d'illustrateurs réguliers. Un des derniers venus est Mougey, qui dessinait auparavant pour Charlie Hebdo, depuis le 30 juin 2010.

## Actuels
En 2018 :
- Adelina (de son vrai nom Adelina Kulmakhanova) (née en 1994)
- Diego Aranega (1970)
- Aurel (Aurélien Froment) (1980)
- Bouzard (Guillaume Bouzard) (1968)[2]
- Brito (Carlos Alberto Brito Ferreira do Amaral) (1943)[3]
- Chappatte (Patrick Chappatte) (1967)[4]
- Delambre (Jean-Michel Delambre) (1949)[3]
- R. Dutreix (Romain Dutreix) (1976)
- Escaro (André Escaro) (1928)[5]
- Ghertman (Alain Ghertman) (1946)[3]
- Kerleroux (Jean-Marie Kerleroux) (1936)[6]
- Kiro (Ferdinand Guiraud) (1956)[7],[8],[9]
- Lara
- Large (Marc Large) (1973)
- Lefèvre
- Vera Makina
- Mougey (Philippe Mougey) (1969)
- Pancho (Francisco Graells) (1944)[10]
- Potus (Pierre Potus)[11]
- Soulcié (Thibaut Soulcié) (1983)
- Lefred Thouron (Frédéric Thouron) (1962)[12]
- Lindingre (Yan Lindingre) (1969)
- Urbs (Rodolphe Urbs) (1970)
- Woźniak (Jacek Woźniak) (1954)[13]

## Anciens
- Bécan, de son vrai nom Bernard Khan (1890-1943)
- Cabu, de son vrai nom Jean Cabut (1938-2015)
- Cardon, de son vrai nom Jacques-Armand Cardon (1936)[14]
- Paul Bour (1884-1959)
- Raoul Cabrol (1895-1956)
- César, de son vrai nom César García (1920-1964)[3]
- Claude, de son vrai nom Jean-Claude Godement (1931-2010). A aussi illustré des livres pour enfants sous le pseudonyme de Michel Claude[15],[3]
- Jules Depaquit (1869-1924)
- Jean Effel, de son vrai nom François Lejeune (1908-1982)
- H.-P. Gassier, de son vrai nom Henri-Paul Deyvaux-Gassier (1883-1951)
- Pol Ferjac, de son vrai nom Paul Levain (1900-1979)[16]
- André Foy (1886-1953)
- Grove, de son vrai nom René William Joseph Nolgrove (1901-1975)[17]
- Grum de son vrai nom Marcel Magrum (1902-1989)
- Raoul Guérin (1890-1984)
- Henri Guilac (1888-1953)
- Honguet[11]
- Kb², de son vrai nom Roger Desjouis, qui a aussi signé Desjo-Re[11]
- Lucien Laforge (1889-1952)
- Lap, de son vrai nom Jacques Laplaine (1921-1987)[18]
- Jean Leffel (1919-2001)[11]
- Moisan (1907-1987)[19]
- Henri Monier (1901-1959)[11]
- Pétillon, de son vrai nom René Pétillon (1945-2018)[20]
- Plantu (1951)[11]
- Jean Sennep, de son vrai nom Jean-Jacques Pennès (1894-1982)
- Vazquez de Sola, de son vrai nom Andrès Vazquez de Sola (1927)[21]
- Soro
- Martin Veyron (1950)
- Pino Zac, de son vrai nom Giuseppe Zaccaria (1930-1985)[22]